# Вилхелм IV (Вид)
Вижте пояснителната страница за други личности с името Вилхелм IV.
Вилхелм IV фон Вид (на немски: Wilhelm IV von Wied; * 1560; † 1 или 13 септември 1612 в Рункел) е граф на горното графство Вид и Рункел.
Той е вторият син на граф Йохан IV фон Вид-Рункел (1505 – 1581) и съпругата му графиня Катарина фон Ханау-Мюнценберг (1525 – 1581), дъщеря на граф Филип II фон Ханау-Мюнценберг (1501 – 1529) и графиня Юлиана фон Щолберг (1506 – 1580).
 По-големият му брат Херман I († 1591) се жени на 20 април 1576 г. за графиня Валпурга фон Бентхайм-Щайнфурт († 1628) и наследява баща им през 1581 г. като граф на Вид.
Вилхелм IV наследява баща си на 15 юли 1581 г. си в Рункел и Дирдорф, т.нар. „горно графство Вид“.

## Фамилия
Вилхелм IV се жени на 1 февруари 1582 г. в Бухсвайлер за графиня Йохана Сибила фон Ханау-Лихтенберг (* 6 юли 1564; † 24 март 1636), дъщеря на граф Филип V фон Ханау-Лихтенберг и първата му съпруга пфалцграфиня Лудовика Маргарета фон Цвайбрюкен-Бич. Те имат децата: 
- Юлиана (ок. 1580 – ок. 1634), омъжена на 18 май 1634 г. за граф Лудвиг IV фон Льовенщайн-Вертхайм (1569 – 1635), син на граф Лудвиг III фон Льовенщайн
- Елизабет Филипина (1593 – 1635), омъжена на 13 септември 1614 г. за граф Филип Райнхард I фон Золмс-Хоензолмс (1593 – 1636), родители на Мария Елеонора фон Золмс-Хоензолмс, ландграфиня на Хесен-Рейнфелс
- Филипа Катарина Валпургис (ок. 1595 – 1647), омъжена за граф Кристоф фон Лайнинген-Вестербург (1575 – 1635)
- Мария Анна Магдалена (* ок. 1600 – ), омъжена 1628 г. за Адолф фрайхер фон Вилих
- Амалия
- Йоханета